# Jakov Fak
Jakov Fak (Rijeka, 1 augustus 1987) is een Sloveense biatleet van Kroatische afkomst. Hij vertegenwoordigde Kroatië op de Olympische Winterspelen 2010 in Vancouver. Voorafgaand aan het seizoen 2010/2011 wisselde hij zijn Kroatische paspoort in voor een Sloveens paspoort. Hij vertegenwoordigde Slovenië op de Olympische Winterspelen 2014 in Sotsji, de Olympische Winterspelen 2018 in Pyeongchang en de Olympische Winterspelen 2022 in Peking.

## Carrière
Fak maakte zijn wereldbekerdebuut in december 2006 in Hochfilzen. Tijdens de wereldkampioenschappen biatlon 2007 in Antholz eindigde was zijn beste resultaat de achtenzeventigste plaats op de 10 kilometer sprint. In Östersund nam Fak deel aan de wereldkampioenschappen biatlon 2008, op dit toernooi eindigde hij als negenenzestigste op de 10 kilometer sprint. In december 2008 scoorde hij in Östersund zijn eerste wereldbekerpunten. Op de wereldkampioenschappen biatlon 2009 in Pyeongchang veroverde Fak verrassend de bronzen medaille op de 20 kilometer individueel en eindigde hij als veertiende op de 10 kilometer sprint. Tijdens de Olympische Winterspelen 2010 in Vancouver sleepte hij de bronzen medaille op de 10 kilometer sprint in de wacht, daarnaast eindigde hij als negende op de 15 kilometer massastart.
Voorafgaand aan het seizoen 2010/2011 wisselde Fak van nationaliteit en komt sindsdien uit voor Slovenië. Bij zijn eerste wereldbekerwedstrijden voor Slovenië, in december 2010 in Östersund, eindigde hij direct drie keer in de top tien, met als hoogtepunt de derde plaats op de 12,5 kilometer achtervolging. Fak kon niet deelnemen aan de wereldkampioenschappen biatlon 2011 omdat hij op de wereldbeker in Fort Kent zijn vinger ernstig bevroren raakte en deze bijna geamputeerd moest worden. Op de wereldkampioenschappen biatlon 2012 in Ruhpolding werd hij wereldkampioen op de 20 kilometer individueel, tevens zijn eerste wereldbekerzege. Samen met Andreja Mali, Teja Gregorin en Klemen Bauer behaalde hij de zilveren medaille op de gemengde estafette. Op de wereldkampioenschappen biatlon 2013 in Nové Město na Moravě werd hij derde op de 10 kilometer sprint.
In 2014 nam Fak een tweede keer deel aan de Olympische Winterspelen. Zijn beste resultaat was een vierde plaats op de massastart. Op 7 en 8 februari won Fak in Nové Město na Moravě zowel de sprint als de aansluitende achtervolging, zijn eerste dubbele zege in een manche. Op de Wereldkampioenschappen biatlon 2015 werd Fak wereldkampioen op de massastart. Een week later won Fak de wereldbekerwedstrijd massastart in Chanty-Mansiejsk, waardoor hij meteen ook de bronzen medaille behaalde in de eindstand van de algemene Wereldbeker biatlon 2014/2015 en de zilveren medaille in het eindklassement van de wereldbeker massastart. Op de Wereldkampioenschappen biatlon 2016 behaalde Fak drie top-10 klasseringen, met een 5de plaats in de achtervolging, een 6de in het individuele nummer en een 7de in de massastart. Het seizoen 2016/2017 moest Fak voor het grootste deel aan zich laten voorbijgaan door aanslepende ziekte.
In Pyeongchang nam Fak voor een derde keer in zijn carrière deel aan de Olympische Winterspelen, hij won er een zilveren medaille in de 20 km individueel. Op de Wereldkampioenschappen biatlon 2020 in Antholz behaalde Fak een 4de plaats in de 20 km individueel en een 5de plaats in de estafette samen met Miha Dovžan, Klemen Bauer en Rok Tršan. In Pokljuka op de Wereldkampioenschappen biatlon 2021 een 5de plaats in de 15 km massastart.
Fak nam voor een 4de maal deel de Olympische Winterspelen in 2022 te Peking. Zijn beste resultaat was een 11de plaats in de estafette samen met Miha Dovžan, Lovro Planko en Rok Tršan.

## Resultaten

### Olympische Winterspelen
| Jaar | Plaats      | Onderdeel   | Onderdeel | Onderdeel     | Onderdeel  | Onderdeel | Onderdeel          |
| Jaar | Plaats      | Individueel | Sprint    | Achtervolging | Massastart | Estafette | Gemengde estafette |
| ---- | ----------- | ----------- | --------- | ------------- | ---------- | --------- | ------------------ |
| 2010 | Vancouver   | 51e         | ↑         | 25e           | 9e         | –         |                    |
| 2014 | Sotsji      | 31e         | 10e       | 31e           | 4e         | 6e        | –                  |
| 2018 | Pyeongchang | ↑           | 23e       | 47e           | 10e        | –         | 14e                |
| 2022 | Peking      | 29e         | 26e       | 29e           | –          | 11e       | 20e                |

### Wereldkampioenschappen
| Jaar | Plaats            | Onderdeel   | Onderdeel | Onderdeel     | Onderdeel  | Onderdeel | Onderdeel          | Onderdeel                 |
| Jaar | Plaats            | Individueel | Sprint    | Achtervolging | Massastart | Estafette | Gemengde estafette | Single gemengde estafette |
| ---- | ----------------- | ----------- | --------- | ------------- | ---------- | --------- | ------------------ | ------------------------- |
| 2007 | Antholz           | 93e         | 78e       | –             | –          | –         | –                  |                           |
| 2008 | Östersund         | DNS         | 69e       | –             | –          | –         | –                  |                           |
| 2009 | Pyeongchang       | Brons       | 14e       | 25e           | 19e        | –         | –                  |                           |
| 2012 | Ruhpolding        | Goud        | 11e       | 8e            | –          | –         | –                  |                           |
| 2013 | Nové Město        | 20e         | Brons     | 6e            | 19e        | 13e       | 5e                 |                           |
| 2015 | Kontiolahti       | 10e         | 14e       | 8e            | Goud       | 8e        | 15e                |                           |
| 2016 | Oslo Holmenkollen | 6e          | 39e       | 5e            | 7e         | –         | 13e                |                           |
| 2019 | Östersund         | 42e         | 17e       | 26e           | 14e        | 5e        | –                  | –                         |
| 2020 | Antholz           | 4e          | 45e       | 21e           | 15e        | 5e        | –                  | –                         |
| 2021 | Pokljuka          | 20e         | 34e       | 34e           | 5e         | 8e        | 16e                | 13e                       |
| 2023 | Oberhof           | –           | 63e       | –             | –          | 9e        | –                  | 7e                        |

### Wereldkampioenschappen junioren
| Jaar | Plaats     | Onderdeel   | Onderdeel | Onderdeel     | Onderdeel |
| Jaar | Plaats     | Individueel | Sprint    | Achtervolging | Estafette |
| ---- | ---------- | ----------- | --------- | ------------- | --------- |
| 2007 | Martell    | 31e         | 10e       | 13e           | –         |
| 2008 | Ruhpolding | 24e         | 23e       | 18e           | –         |

### Wereldbeker
Eindklasseringen
| Seizoen   | Algemeen | Individueel | Sprint | Achtervolging | Massastart |
| --------- | -------- | ----------- | ------ | ------------- | ---------- |
| 2006/2007 | –        | –           | –      | –             | –          |
| 2007/2008 | –        | –           | –      | –             | –          |
| 2008/2009 | 44e      | 12e         | 50e    | 62e           | 41e        |
| 2009/2010 | 38e      | –           | 34e    | 27e           | 35e        |
| 2010/2011 | 24e      | 36e         | 18e    | 24e           | 29e        |
| 2011/2012 | 17e      | Zilver      | 21e    | 18e           | 16e        |
| 2012/2013 | 4e       | 27e         | 4e     | 9e            | 8e         |
| 2013/2014 | 12e      | 17e         | 17e    | 10e           | 17e        |
| 2014/2015 | Brons    | 8e          | 4e     | Brons         | Zilver     |
| 2015/2016 | 34e      | 25e         | 50e    | 29e           | 34e        |
| 2016/2017 | –        | –           | –      | –             | –          |
| 2017/2018 | 6e       | 8e          | 8e     | 7e            | 8e         |
| 2018/2019 | 26e      | 24e         | 30e    | 27e           | 22e        |
| 2019/2020 | 14e      | 12e         | 15e    | 15e           | 11e        |
| 2020/2021 | 11e      | 12e         | 12e    | 11e           | 6e         |
| 2021/2022 | 50e      | 46e         | 45e    | 46e           | –          |
| 2022/2023 | 19e      | 15e         | 21e    | 17e           | 21e        |

Wereldbekerzeges
| Nr. | Datum            | Plaats               | Onderdeel              |
| --- | ---------------- | -------------------- | ---------------------- |
| 1.  | 6 maart 2012     | Ruhpolding           | 20 km individueel (WK) |
| 2.  | 8 december 2012  | Hochfilzen           | 12,5 km achtervolging  |
| 3.  | 13 december 2012 | Pokljuka             | 10 km sprint           |
| 4.  | 20 maart 2014    | Oslo                 | 10 km sprint           |
| 5.  | 7 februari 2015  | Nové Město na Moravě | 10 km sprint           |
| 6.  | 8 februari 2015  | Nové Město na Moravě | 12,5 km achtervolging  |
| 7.  | 15 maart 2015    | Kontiolahti          | 15 km massastart (WK)  |
| 8.  | 22 maart 2015    | Chanty-Mansiejsk     | 15 km massastart       |
| 9.  | 13 maart 2025    | Pokljuka             | 15 km short individual |